# Drlež
Drlež je malá vesnice v Chorvatsku v Bjelovarsko-bilogorské župě, spadající pod opčinu Dežanovac. Nachází se asi 11 km jihozápadně od Daruvaru. V roce 2011 zde žilo 17 obyvatel. V roce 1991 bylo 64,7 % obyvatel (22 z tehdejších 34 obyvatel) české národnosti.
Sousedními vesnicemi jsou Golubinjak a Trojeglava.